# Kerk van Larrelt
De hervormde Kerk van Larrelt (Larrelter Kirche) in het Oost-Friese Larrelt, een Stadtteil van Emden (Nedersaksen), werd tegen het einde van de 15e eeuw gebouwd.

## Geschiedenis
De eerste kerk van Larrelt werd in de 13e eeuw als een zaalkerk met een meerzijdig koor van tufsteen gebouwd. De uit circa 1300 daterende klokkentoren werd als weertoren ontworpen. Rond 1475 werden het kerkschip en het koor afgebroken om met hetzelfde bouwmateriaal een grote gotische kerk te bouwen. Oorspronkelijk bezat de zes traveeën lange kerk gewelven. Na de instorting in 1780 werden de gewelven vervangen door een houten tongewelf. De grote spitsboogramen hebben maaswerk met visblazen, terwijl het oostelijke koor deels met blindnissen is voorzien en van binnen met een gotisch stergewelf wordt overspannen. De steunberen aan de buitenmuren zorgen voor de stabiliteit van het kerkgebouw.

## Interieur
Van de gewelven bleef slechts het stervormige koorgewelf bewaard, terwijl het kerkschip na de instorting van de gewelven een houten tongewelf kreeg. Opmerkelijk zijn de meerdere romaanse stenen sarcofagen. Enkele hiervan zijn tegenwoordig in het Oost-Friese Landesmuseum in Emden te zien. Het koor wordt door de orgelgalerij van het kerkschip gescheiden. Achter deze galerij bevindt zich in het koor het romaanse timpaan, dat rond 1200 van rode zandsteen voor de voorgangerkerk werd gemaakt. Hierop worden een oude man met baard met de naam Ippo, volgens het schrift de schenker van het timpaan, en de bouwmeester Ludbrud en de beeldhouwer Menulfus voorgesteld.
Het doopvont stamt uit 1420 en is voorzien van een oud-Frans inschrift. De preekstoel met het klankbord werd in 1720 door Albert Frerichs gebouwd.
Onder de toren bevindt zich de loge die voor de hoofdelingen was voorbehouden.

## Orgel
Het orgel werd in de jaren 1618-1619 door de Nederlandse orgelbouwer Johannes Millensis (van Mill) gebouwd, waarbij registers van een 16e-eeuws orgel werden overgenomen. Sinds de verbouwing van het instrument in de jaren 1848-1855 door Gerd Sieben Janssen bezit het orgel 11 registers op één manuaal. De helft van de oude renaissance-registers bleven echter bewaard en weerspiegelen de vroeg-Nederlandse invloed op de orgelbouw in Oost-Friesland. Aan weerszijden van het orgel staan eenvoudige banken uit de barokke tijd voor het patronaat. De dispositie van het kerkorgel luidt als volgt:
| Manuaal C–f3    |     |      |
| Praestant       | 8′  | A    |
| Bourdon         | 16′ | M/AB |
| Roerfluit       | 8′  | M    |
| Octaaf          | 4′  | M    |
| Gedekt          | 4′  | J    |
| Nasat           | 3′  | M    |
| Octaaf          | 2′  | M    |
| Sesquialtera II |     | K/AB |
| Mixtuur III–IV  |     | M/AB |
| Dulciaan B/D    | 16′ | AB   |
| Trompet         | 8′  | M/J  |

| Pedaal C–f1 |
| aangehangen |

M = Johannes Millensis (1618/19)
K = Joachim Kayser (1709–1710)

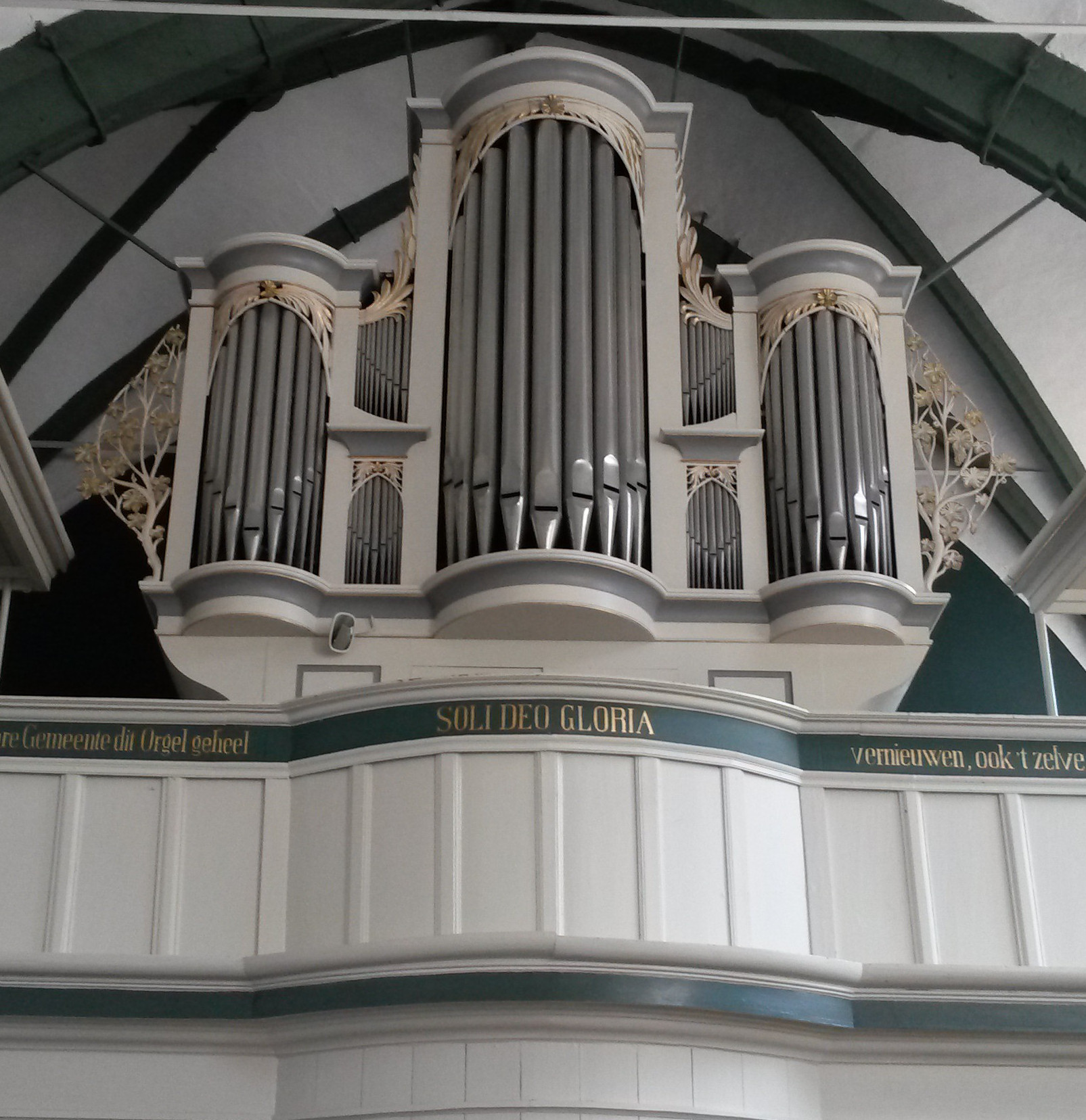
Orgel

J = Gerd Sieben Janssen (1848–1855)
AB = Ahrend & Brunzema (1954)
A = Jürgen Ahrend (1988)